# United States Senate Committee on the Judiciary
United States Senate Committee on the Judiciary (uformelt Senate Judiciary Committee) er et stående udvalg i USA's Senat under USA's Kongress. Retsudvalget, som består af 18 medlemmer, er nedsat for at gennemføre høringer forud for senatets afstemninger om indsættelse af føderale dommere (herunder højesteretsdommere) udnævnt af præsidenten. I de senere år, har denne rolle gjort udvalget til et stadigt stridspunkt, med talrige partipolitiske afstemninger og modsætninger over hvilke dommere burde godkendes. Udvalget har også en bred kompetence i spørgsmål, der vedrører den føderale strafferet, såvel som menneskerettigheder, udlændingelovgivning, intellektuel ejendomsret, konkurrenceret, og privatliv på Internet. Det er Senatets procedure at alle foreslåede forfatningsændringer går igennem retsudvalget.
Retsudvalget er en af de ældste i Senatet. Det blev oprindeligt oprettet i 1816.